# Джонс, Трэйси Черелл
Трэйси Черелл Джонс (англ. Tracey Cherelle Jones; род. 27 декабря 1970 г. Пенсакола, Флорида) — американская актриса, старшая сестра Тамалы Джонс. Начала карьеру в 15 лет и часто снимается во многих рекламных роликах, фильмах и телешоу.
Джонс снималась в нескольких фильмах производства братьев Уэйэнс. Наиболее известна как исполнитель роли Дашики в фильме «Не грози южному централу...».
Джонс известна как дизайнер.  Она также состоит в различных благотворительных организациях.